# Schefflera vitiensis
Schefflera vitiensis är en araliaväxtart som först beskrevs av Asa Gray, och fick sitt nu gällande namn av Berthold Carl Seemann. Schefflera vitiensis ingår i släktet Schefflera och familjen araliaväxter. IUCN kategoriserar arten globalt som livskraftig.
Artens utbredningsområde är Fiji. Inga underarter finns listade.